# La Peñita, Michoacán de Ocampo
La Peñita är en ort i Mexiko.   Den ligger i kommunen Acuitzio och delstaten Michoacán de Ocampo, i den södra delen av landet, 230 km väster om huvudstaden Mexico City. La Peñita ligger 2 600 meter över havet och antalet invånare är 134.
Terrängen runt La Peñita är lite bergig. Runt La Peñita är det ganska tätbefolkat, med 60 invånare per kvadratkilometer. Närmaste större samhälle är Acuitzio del Canje, 7,2 km norr om La Peñita. I omgivningarna runt La Peñita växer huvudsakligen savannskog.